# کاپیتالیسم درندگان
کاپیتالیسم درندگان، (به آلمانی: Raubtierkapitalismus) یا توربو کاپیتالیسم، نظریه‌ای است از هلموت شمیت، دولت مرد، نظریه پرداز اقتصاد و سیاست و صدراعظم پیشین آلمان از حزب سوسیال دموکرات آلمان. هلموت شمیت در جمع، تمامی سازمان‌ها، بانک‌ها، دولت‌ها و افرادی را که طرفدار "توربو کاپیتالیسم" (Turbo-Capitalism) بوده و در چند سال گذشته دنیا را به مرز نیستی کشاندند (ر. ک. بحران مالی ۲۰۱۲–۲۰۰۷) عضو مکتب "کاپیتالیسم درندگان" معرفی می‌کند. شمیت در سخنرانی‌های خود، پیوسته خواهان پایان دادن به دوران این "مکتب اقتصاد مالی" است و هشدار می‌دهد که ادامه این روش ممکن است به بحران‌های غیرقابل کنترل، در گیری و در نتیجه جنگهای خانمانسوزی در جهان بینجامد. یکی از گلایه‌های مهم شمیت این است که چطور بانک‌ها و موسسه‌های مالی مشابه اجازه دارند چندین برابر سرمایه اولیه خود به مشتریان وام بدهند. او در جای دیگر گلایه از این دارد که موسسه‌های مالی، ابتدایی‌ترین قانون پرداخت وام را، که در عین حال از مهم ترین‌ها است، می‌شکنند و وام‌های کوتاه مدت را (وام دریافتی خود بانک‌ها) طویل مدت به مشتری‌ها می‌دهند (عامل فنی ورشکستگی ده‌ها بانک کوچک و بزرگ در ایالات متحد آمریکا و اروپا) 
 تعریف دیگر و نرم تر این روش اقتصاد مالی، عبارت "اقتصاد کازینویی" (Casino Capitalism) است.
 انگلیسی زبان‌ها اصطلاح کاپیتالیسم درندگان را «predatory capitalism»  می‌نامند.